# Anagabriela Espinoza Marroquín
Anagabriela Espinoza Marroquín (Monterrey, Új-León állam, 1988. április 18.) mexikói modell, a mexikói Nuestra Belleza Mundo México 2007-es győztese, a 2008-as Miss World világverseny fürdőruhás versenyének győztese, a teljes verseny első 15 helyezettjének egyike (középdöntős), a 2009-es Miss International győztese.

## Eredményei
Mielőtt részt vett volna a versenyeken, szülővárosában egy nemzetközi turizmussal foglalkozó iskolában tanult, de tanulmányait felfüggesztette és később Mexikóvárosba költözött.  2007-ben, 19 évesen megnyerte a Nuestra Belleza Új-León állami fordulóját és ezzel bejutott az országos döntőbe, amit a Colima állambeli Manzanillo városában tartottak. Ezen a versenyen második helyet ért el, amivel elnyerte a Nuestra Belleza Mundo címet és a jogot, hogy indulhasson a következő évben a Dél-afrikai Köztársaságban megrendezett Miss World versenyen. Itt megnyerte a Miss World Beach Beauty fürdőruhás előversenyt, amivel automatikusan a középdöntőbe került.
2009-ben a Kínában megrendezett Miss International versenyen indult, ahol első helyezést ért el, így a verseny történetének második mexikói győztesévé vált.